# Баблер індокитайський
Ба́блер індокитайський (Napothera danjoui) — вид горобцеподібних птахів родини Pellorneidae. Мешкає у В'єтнамі і Лаосі.

## Опис
Довжина птаха становить 18–19 см. Верхня частина тіла коричнева, нижня частина тіла охриста і білувата. Скроні сірувато-коричневі, під дзьобом темні "вуса", горло біле. Дзьоб чорний, загнутий донизу.

## Підвиди
Виділяють два підвиди:
- N. d. parvirostris (Delacour, 1927)[5] — центральний Лаос і центральний В'єтнам;
- N. d. danjoui (Robinson & Kloss, 1919) — плато Далат[en] на півдні центрального В'єтнаму.

Наунгмунзький баблер раніше вважався підвидом індокитайського баблера.

## Поширення і екологія
Представники підвиду N. d. danjoui живуть у вологих гірських тропічних лісах і зустрічаються на висоті від 1500 до 2100 м над рівнем моря, а представники підвиду N. d. parvirostris живуть у вологих рівнинних тропічних лісах і зустрічаються на висоті від 50 до 900 м над рівнем моря, подекуди на висоті до 1650 м над рівнем моря. Живляться безхребетними, яких шукають в лісовому підліску. Сезон розмноження триває з січня по квітень. В кладці 2 яйця.

## Збереження
МСОП класифікує стан збереження цього виду як близький до загрозливого. За оцінками дослідників, популяція індокитайських баблерів становить від 10 до 20 тисяч птахів. Їм загрожує знищення природного середовища.